# Les Amours de Pluto
Pour plus de détails, voir Fiche technique et Distribution.
Les Amours de Pluto (Pluto's Heart Throb) est un court-métrage d'animation américain des studios Disney avec Pluto, sorti le 6 janvier 1950.

## Synopsis
Pluto tombe amoureux de Dinah le teckel, tout comme Butch le bouledogue. Elle les ignore jusqu'à ce que Pluto lui offre un os. Mais Butch ne lâche pas l'affaire.

## Fiche technique
- Titre original : Pluto's Heart Throb
- Titre français : Les Amours de Pluto
- Série : Pluto
- Réalisation : Charles A. Nichols
- Scénario : Roy Willams
- Animation : Phil Duncan
- Décors : Art Landy
- Layout : Karl Karpé
- Musique : Oliver Wallace
- Production : Walt Disney
- Société de production : Walt Disney Pictures
- Société de distribution : RKO Radio Pictures
- Format : Couleur (Technicolor) - 1,37:1 - Son mono (RCA Sound System)
- Durée : 6 min
- Langue : Anglais
- Pays de production :  États-Unis
- Date de sortie : 
  - États-Unis : 6 janvier 1950[1]

## Voix originales
- Pinto Colvig : Pluto
- Ruth Clifford : Dinah le teckel

## Titre en différentes langues
- Espagne : Pluto se enamora
- Finlande : Pluto tapaa söpön koiratytön, mutta saa kilpakosijan!
- Suède : Pluto och sorken

Source : IMDb